# Club Patí Vic
Maillots
Actualités
Le Club Patí Vic est un club de rink hockey fondé en 1951 et situé à Vic dans l'Osona en Catalogne. Il évolue actuellement dans le championnat d'Espagne de rink hockey.